# Ruševine (film, 2004)
Ruševine je slovenski dramski film iz leta 2004 v režiji Janeza Burgerja. Film je bil izbran za slovenski predlog za najboljši tujejezični film na 78. izboru oskarjev, vendar ni prišel v ožji izbor.

## Igralci
- Nataša Burger kot Ema
- Vesna Jevnikar kot Marjana
- Nataša Matjašec kot Žana
- Darko Rundek kot Herman
- Janez Škof kot Miloš
- Milan Štefe kot Vojko
- Matjaž Tribušon kot Gregor